# Josephine (Alabama)
Pour les articles homonymes, voir Josephine.
Josephine est une communauté non-incorporée du comté de Baldwin (Alabama).
Elle fait partie de l'aire micropolitaine de Daphne–Fairhope–Foley.

## Géographie
La communauté se trouve à une altitude moyenne de 3 mètres.

## Sources